# Гринчарово
Гринча́рово (болг. Грънчарово) — село в Силістринській області Болгарії. Входить до складу общини Дулово.

## Населення
За даними перепису населення 2011 року у селі проживали 487 осіб.
Національний склад населення села:
| Національність   | Кількість осіб | Відсоток |
| ---------------- | -------------- | -------- |
| болгари          | 249            | 52,2%    |
| турки            | 225            | 47,2%    |
| Всього відповіли | 477            |          |

Розподіл населення за віком у 2011 році:
Динаміка населення: